# Temple de Htilominlo

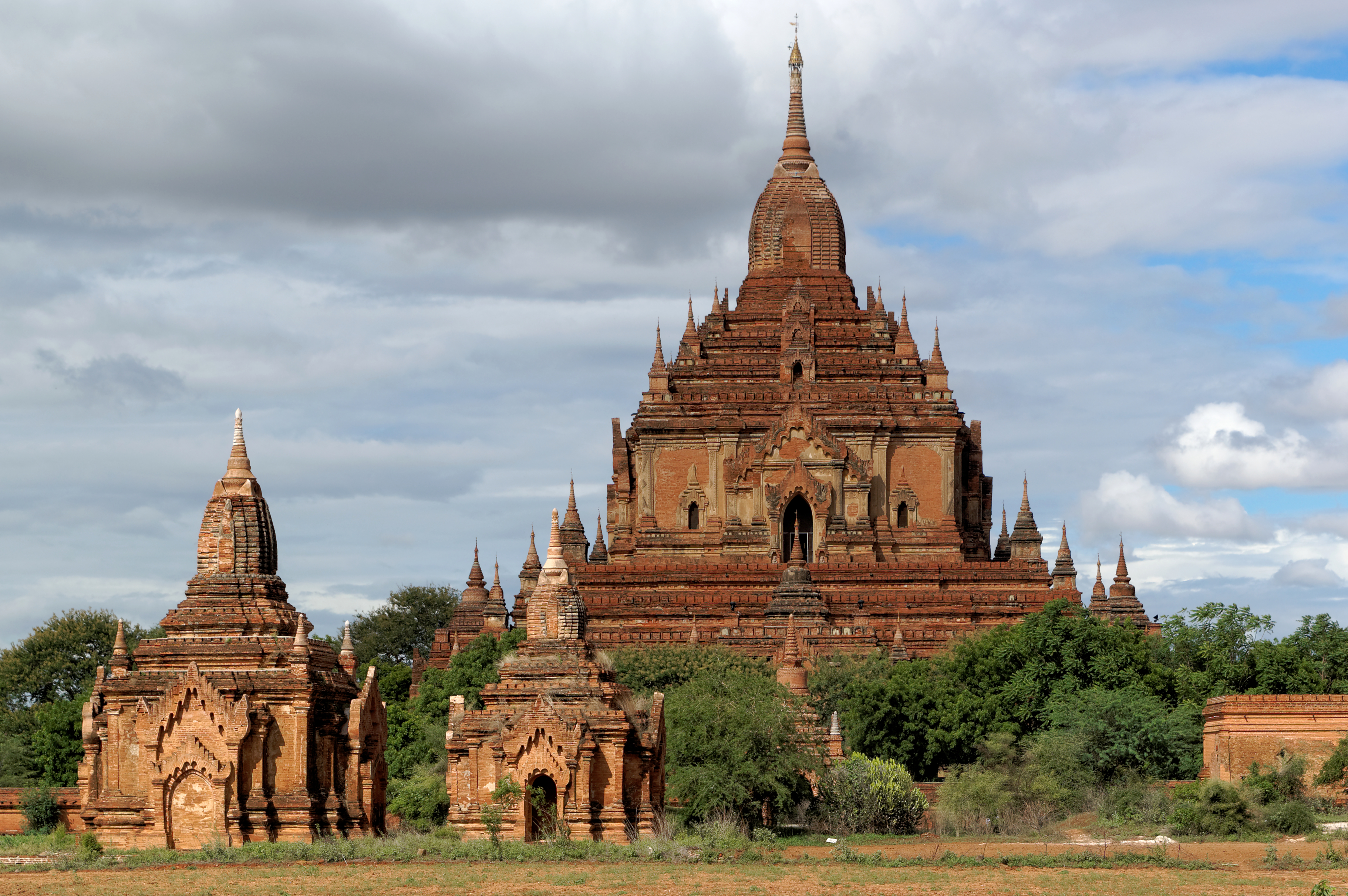
Le Temple de Htilomino

Le Temple d'Htilominlo est chronologiquement le dernier des "grands temples" bouddhiques de Bagan, dans l'actuelle Birmanie (Myanmar). Il a été édifié entre 1211 et 1218 par le roi Htilominlo (ou Nantaungmya) pour commémorer le fait qu'un parasol (symbole de pouvoir) se serait incliné devant lui au cours de son intronisation.
Construit sur le modèle du Sulamani, il est haut de 46 m, avec deux étages de briques couverts de stucs élaborés. Au premier étage, quatre bouddhas s'adossent au pilier central, faisant face aux quatre points cardinaux. 
Il fut endommagé par le tremblement de terre du 8 juillet 1975 et restauré.